# Grandfather's Clock

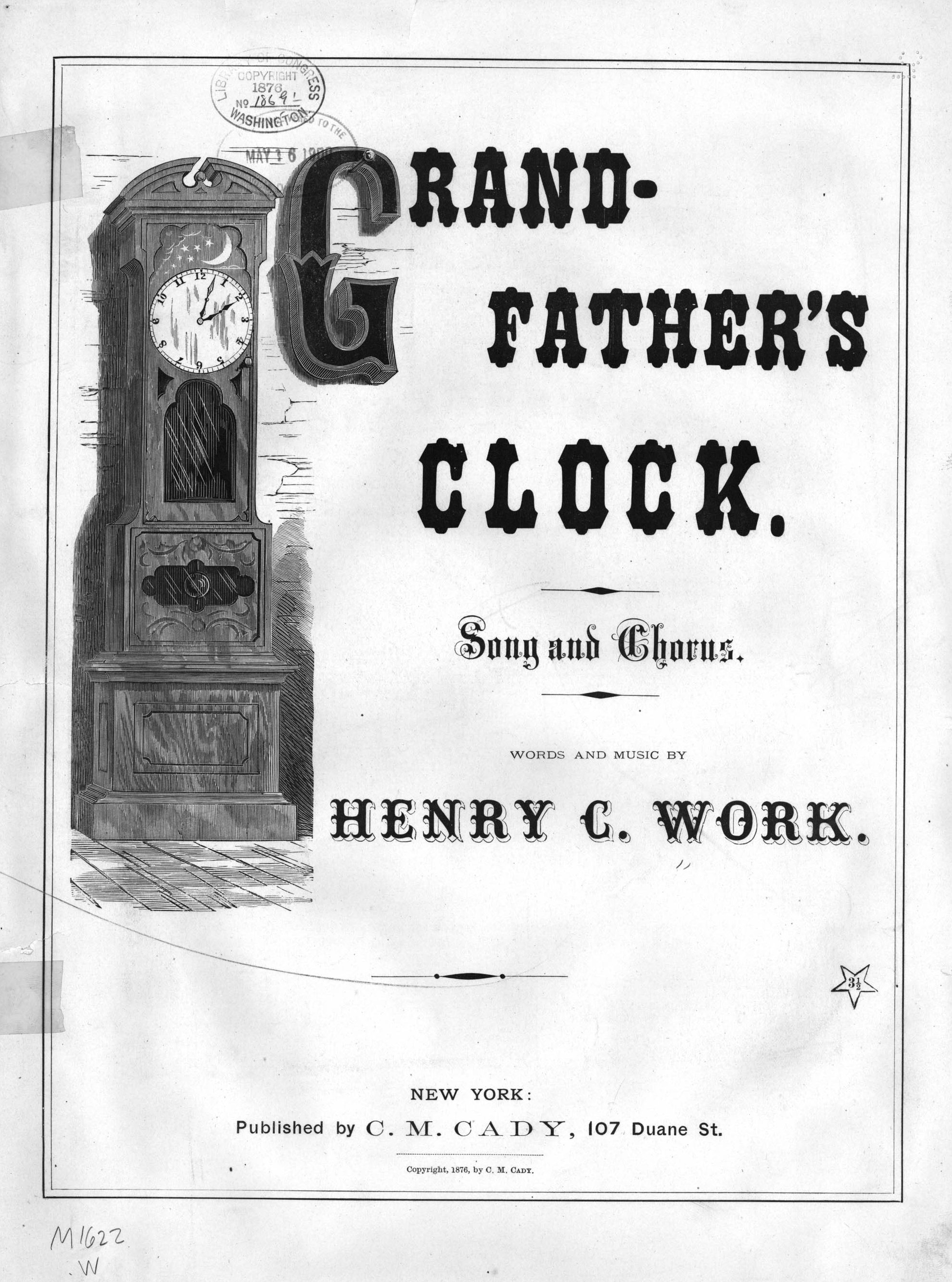
1876 sheet music for "Grand-Father's Clock"

Grandfather's Clock è una canzone scritta nel 1876 da Henry Clay Work, l'autore di Marching Through Georgia.  È diventato uno standard per le bande musicali del Regno Unito e per le colliery band (le bande delle miniere di carbone), ed è anche popolare nella musica bluegrass.
La maggior parte delle fonti attribuiscono l'origine di questa canzone ad una locanda di Piercebridge, al confine tra lo Yorkshire e la Contea di Durham, chiamata George Hotel. L'albergo era posseduto e gestito da due fratelli di nome Jenkins, e nella lobby si trovava un orologio a pendolo. L'orologio segnò il tempo perfettamente finché uno dei due fratelli morì, dopodiché cominciò a restare indietro sempre di più, nonostante tutti i tentativi di ripararlo da parte del personale dell'albergo e di orologiai. Quando morì l'altro fratello, l'orologio si fermò, e non si rimise mai più in moto. Si dice che nel 1875 Henry Clay Work visitasse l'albergo e scrisse Grandfather's Clock in base ai fatti che gli vennero raccontati. Si dice anche che è a causa di questa canzone che in inglese si usa chiamare "grandfather clock" l'orologio a pendolo, che normalmente andrebbe chiamato "longcase clock".
La canzone Grandfather's Clock è stata molto diffusa nei Paesi anglofoni sino agli anni cinquanta e sessanta. Tra le varie versioni ricordiamo quelle dei Radio Revellers, dello Haydn Quartet, del giapponese Ken Hirai nel 2002, dei Boyz II Men nel 2004.
Nelle versioni moderne ci si limita, di solito, a cantare la prima strofa del testo, seguita dal ritornello.
La canzone è poi stata riscoperta nel 2014 grazie al videogioco Five Nights at Freddy's 2 creato dallo sviluppatore di videogiochi statunitense Scott Cawthon, che ha usato la canzone (nella parte del ritornello) come colonna sonora della Marionetta (o Puppet).

## Testo
My grandfather's clock

Was too large for the shelf,

So it stood ninety years on the floor;

It was taller by half

Than the old man himself,

Though it weighed not a pennyweight more.

It was bought on the morn

Of the day that he was born,

And was always his treasure and pride;

But it stopped short

Never to go again,

When the old man died.
CHORUS:

Ninety years without slumbering,

Tick, tock, tick, tock,

His life seconds numbering,

Tick, tock, tick, tock,

It stopped short

Never to go again,

When the old man died.
In watching its pendulum

Swing to and fro,

Many hours had he spent while a boy;

And in childhood and manhood

The clock seemed to know,

And to share both his grief and his joy.

For it struck twenty-four

When he entered at the door,

With a blooming and beautiful bride;

But it stopped short

Never to go again,

When the old man died.

CHORUS
My grandfather said

That of those he could hire,

Not a servant so faithful he found;

For it wasted no time,

And had but one desire,

At the close of each week to be wound.

And it kept in its place,

Not a frown upon its face,

And its hand never hung by its side.

But it stopped short

Never to go again,

When the old man died.

CHORUS

It rang an alarm

In the dead of the night,

An alarm that for years had been dumb;

And we knew that his spirit

Was pluming for flight,

That his hour of departure had come.

Still the clock kept the time,

With a soft and muffled chime,

As we silently stood by his side.

But it stopped short

Never to go again,

When the old man died.

CHORUS